# Bundesministerium für Wirtschaft, Familie und Jugend
Die zwischen 2009 und 2014 als Bundesministerium für Wirtschaft, Familie und Jugend (kurz BMWFJ oder Wirtschaftsministerium und Familienministerium) bezeichnete österreichische Verwaltungseinrichtung des Bundes war vor allem zuständig für Wirtschaftspolitik, Gewerbe und Industrie sowie Familienpolitik und Angelegenheiten der Jugend. Seit 8. Jänner 2018 wird es als Bundesministerium für Digitalisierung und Wirtschaftsstandort geführt.
Das Ministerium wurde mit Antritt der Bundesregierung Faymann I Dezember 2008 aus dem Bundesministerium für Wirtschaft und Arbeit (BMWA, Wirtschaftsministerium) und dem Bundesministerium für Gesundheit, Familie und Jugend (BMGFJ, Gesundheits- und Familienministerium) gebildet.
Das österreichische Wirtschaftsministerium bildete sich aus einem Handels- und Gewerbeministerium (zeitweise auch Arbeitsministerium), Industrie-, Energie- und Bautenministerium, mit öffentlichen Arbeiten (zeitweise auch Verkehrsministerium), welche sich noch aus Monarchiezeiten herleiten.

Mit dem Arbeitsministerium Bundesministerium für Arbeit, Soziales und Konsumentenschutz, dem Technologieministerium Bundesministerium für Verkehr, Innovation und Technologie und dem Bundesministerium für Land- und Forstwirtschaft, Umwelt und Wasserwirtschaft gibt es derzeit in Österreich noch drei weitere Ministerien für wirtschaftliche Angelegenheiten, die sich speziell um Arbeitsmarktpolitik, um Forschung und Entwicklung, respektive um Land-, Forst- und Wasserwirtschaft kümmern.
Das österreichische Familienministerium (mit Jugend) wurde 1983 von Fred Sinowatz geschaffen (und umfasste zeitweise auch Frauen und Gleichstellung und Konsumentenschutz oder war mit einem Sozialministerium vereint).

## Bundesminister
In der Bundesregierung des Bundeskanzlers Faymann war Reinhold Mitterlehner (ÖVP) Bundesminister für Wirtschaft, Familie und Jugend. Staatssekretärinnen für Familie und Jugend waren bis April 2011 Christine Marek bzw. Verena Remler (ÖVP). Nach 2011 wurden die Agenden Familie und Jugend herausgelöst und in ein eigenes Ministerium, Bundesministerium für Familien und Jugend, verlagert.

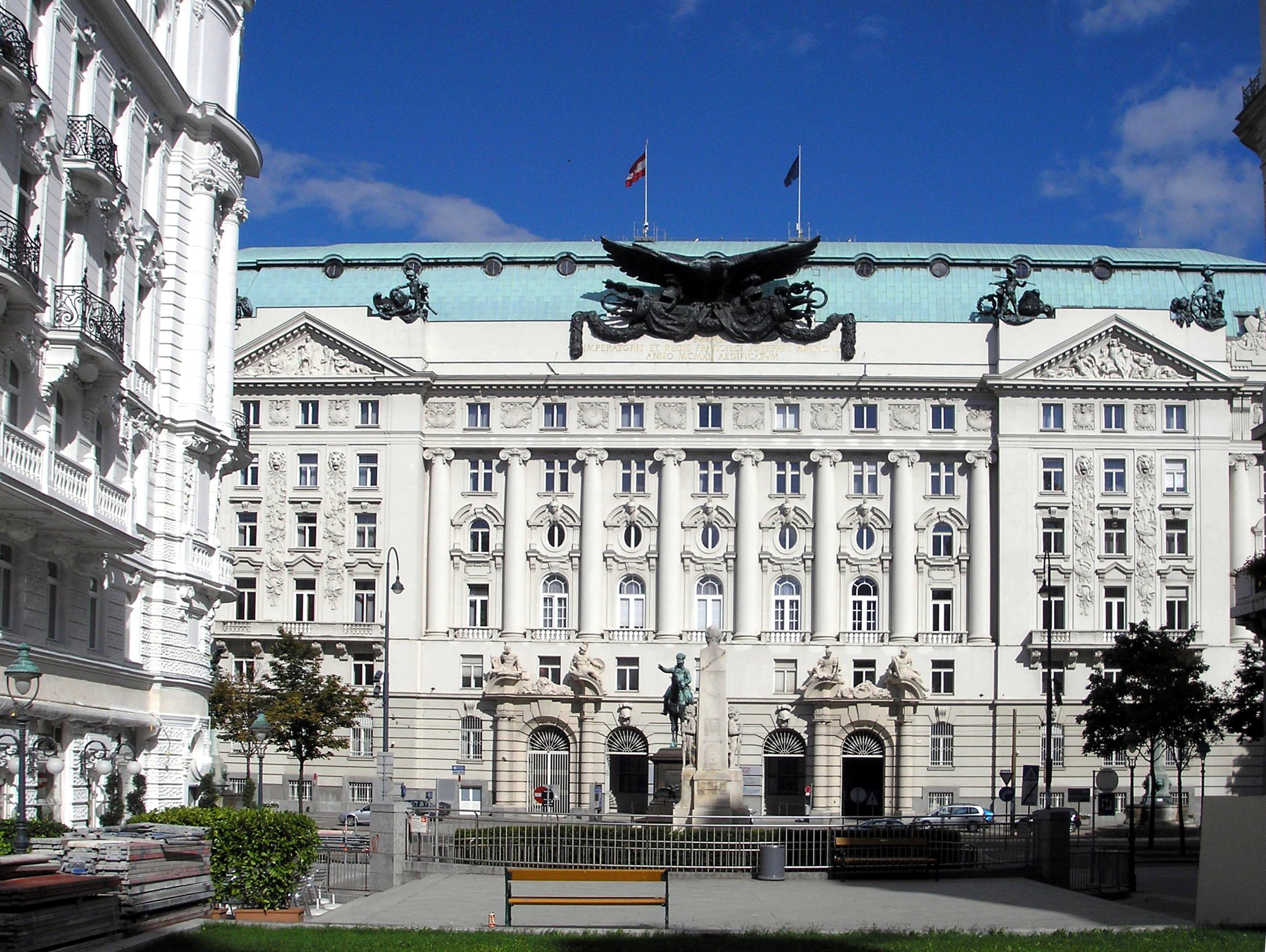
Sitz des BMWFJ im Gebäude des ehem. k.u.k. Kriegsministeriums am Stubenring 1

## Kompetenzen
Mit der Umbildung der Ministeriumsstruktur unter Kanzler Faymann wurden die Agenden der Wirtschaftspolitik mit dem der Familienpolitik, einem klassischen Kernportefeuille eines Sozialministeriums, zusammengefasst, gleichzeitig aber die Arbeitsmarktpolitik, ebenfalls eine Aufgabe eines Wirtschaftsministerium, dem Sozialministerium zugeteilt, sodass sich heute zwei Ministerien sowohl um sozialpolitische wie um wirtschaftsrelevante Angelegenheiten kümmern. Diese Aufteilung ist eine Reaktion auf die Lage in der globalen Finanz- und Wirtschaftskrise seit 2007.
Der Bereich des Bundesministeriums für Wirtschaft, Familie und Jugend umfasst zurzeit die Rechtsmaterie von ca. 110 Bundesgesetze, 625 Verordnungen und zahlreichen Kundmachungen sowie bilateraler und multilateraler Abkommen, die im Bundesgesetzblatt für die Republik Österreich kundgemacht sind.
Das BMWFJ ist zuständig für:
- Gewerbe und Industrie (soweit diese Angelegenheiten nicht in den Wirkungsbereich des  Bundesministeriums für Verkehr, Innovation und Technologie fallen); dazu gehören insbes. auch:
  - Handelsrecht und das Recht der Verrichtung von Dienstleistungen
  - Gewerberecht
  - Angelegenheiten des Ladenschlusses
  - Gewerbliche und industrielle Forschung; Forschungsförderungsgesellschaft, Austria Wirtschaftsservice Gesellschaft im Einvernehmen mit dem Bundesministerium für Verkehr, Innovation und Technologie. Betriebliche Berufsausbildung und Berufsfortbildung
  - Angelegenheiten der betrieblichen Berufsausbildung und Berufsfortbildung
- Bergwesen
- Wirtschafts- und Strukturpolitik
- Ordnung des Binnenmarktes (soweit diese Angelegenheiten nicht in die Zuständigkeit des Bundesministeriums für Land- und Forstwirtschaft, Umwelt und Wasserwirtschaft fallen)
- Angelegenheiten der Preisregulationregelung, Preisüberwachung und Preistreiberei (soweit sie nicht in den Wirkungsbereich des Bundesministeriums für Arbeit, Soziales und Konsumentenschutz fallen)
- Energiewesen
- Wahrnehmung handels- und wirtschaftspolitischer Angelegenheiten gegenüber dem Ausland
- Angelegenheiten der österreichischen Vertretungsbehörde bei der WTO
- Verwaltung aller Bauten und Liegenschaften des Bundes
- Burghauptmannschaft Österreich
- Bundesmobilienverwaltung
- Angelegenheiten des Bau-, Wohnungs- und Siedlungswesens
- Technisches Versuchswesen; Beschussangelegenheiten; Maß-, Gewichts-, Eich- und Vermessungswesen (Agenden im Bundesamt für Eich- und Vermessungswesen); Angelegenheiten aller anderen technischen Prüf- und Sicherheitszeichen; Normenwesen (Austrian Standards International)
- Angelegenheiten der Normalisierung und Typisierung elektrischer Anlagen
- Vermarkung und Vermessung der Staatsgrenzen
- Angelegenheiten des Ingenieur- und Ziviltechnikerwesens
- Einrichtung eines Sicherheitskontrollsystems und Ausfuhrkontrolle zur Gewährleistung der friedlichen Verwendung der Atomenergie
- Regionalförderung
- Angelegenheiten staatseigener Unternehmen
- Familienpolitik einschließlich der Koordination der Familienpolitik und der Familienförderung
  - Familienpolitischer Beirat
  - Familienberatungsförderung
  - Familienlastenausgleich
  - Familienpolitische Angelegenheiten auf folgenden Sachgebieten:
    - Wohnungswesen
    - öffentliche Abgaben
    - Ehe- und Kindschaftsrecht, Vormundschafts-, Pflegschafts- und Sachwalterrecht, Unterhaltsvorschussrecht und Resozialisierung einschließlich des Rechts der Bewährungshilfe
    - Sozialversicherung einschließlich der Arbeitslosenversicherung, Mutterschutz, allgemeine und besondere Fürsorge sowie Behindertenhilfe
    - Volksbildung
- Jugend
  - Jugendwohlfahrt (soweit es sich nicht um zivilrechtliche Angelegenheiten handelt)
  - Außerschulische Jugenderziehung (soweit es sich nicht um außerschulische Berufsausbildung handelt)

## Organisation
Das BMWFJ ist folgendermaßen gegliedert:
- Bundesminister
  - Kabinett
  - Internes
    - Budget und Administration
    - Personal und Recht
    - IT und Kommunikation

  - Center 1: Wirtschaftspolitik, Innovation und Technologie
  - Center 2: Aussenwirtschaftspolitik und Europäische Integration
  - Sektion I: Unternehmen
  - Sektion II: Familie und Jugend
  - Sektion III: Tourismus und Historische Objekte
  - Sektion IV: Energie und Bergbau
  - Bundesvergabeamt
  - Bundeswettbewerbsbehörde

Beim BMWFJ ist die Qualitätskontrollbehörde für Abschlussprüfer und Prüfungsgesellschaften (QKB) eingerichtet.

## Historische Entwicklung
|                        | Handels- / Industrieministerium | Bautenministerium | Arbeitsministerium | Arbeitsministerium | Familien- und Jugendministerium | Familien- und Jugendministerium |
| Wirtschaftsministerium | Wirtschaftsministerium | | Arbeitsministerium | Arbeitsministerium | Familien- und Jugendministerium | Familien- und Jugendministerium |
| ---------------------- | --- | --- | --- | --- | --- | --- |
| 1848                   | Ministerium für Handel und öffentliche Arbeiten | | | | | |
| 1861–1867              | Ministerium für Handel und Volkswirtschaft | | | | | |
| 1918                   | Staatsamt für Gewerbe, Industrie und Handel und Staatsamt für Kriegs- und Übergangswirtschaft | | | | | |
| 1919                   | Staatsamt für Handel und Gewerbe, Industrie und Bauten | Staatsamt für Handel und Gewerbe, Industrie und Bauten | | | | |
| 1920                   | Bundesministerium für Handel und Gewerbe, Industrie und Bauten | Bundesministerium für Handel und Gewerbe, Industrie und Bauten | | | | |
| 1923–1938              | Bundesministerium für Handel und Verkehr | Bundesministerium für Handel und Verkehr | Bundesministerium für soziale Verwaltung | Bundesministerium für soziale Verwaltung | | |
| 1945                   | Staatsamt für Industrie, Gewerbe, Handel und Verkehr | Staatsamt für Industrie, Gewerbe, Handel und Verkehr | Bundesministerium für soziale Verwaltung | Bundesministerium für soziale Verwaltung | | |
| 1945–1966              | Bundesministerium für Handel und Wiederaufbau | Bundesministerium für Handel und Wiederaufbau | Bundesministerium für soziale Verwaltung | Bundesministerium für soziale Verwaltung | | |
| 1966–1987              | Bundesministerium für Handel, Gewerbe und Industrie | Bundesministerium für Bauten und Technik | Bundesministerium für soziale Verwaltung | Bundesministerium für soziale Verwaltung | 1983 | Bundesministerium für Familie, Jugend und Konsumentenschutz |
| 1987                   | Bundesministerium für wirtschaftliche Angelegenheiten | Bundesministerium für wirtschaftliche Angelegenheiten | Bundesministerium für Arbeit und Soziales | Bundesministerium für Arbeit und Soziales | Bundesministerium für Umwelt, Jugend und Familie | Bundesministerium für Umwelt, Jugend und Familie |
| 1987                   | Bundesministerium für wirtschaftliche Angelegenheiten | Bundesministerium für wirtschaftliche Angelegenheiten | Bundesministerium für Arbeit und Soziales | Bundesministerium für Arbeit und Soziales | 1995 | Bundesministerium für Jugend und Familie |
| 1987                   | Bundesministerium für wirtschaftliche Angelegenheiten | Bundesministerium für wirtschaftliche Angelegenheiten | 1997 | Bundesministerium für Arbeit, Gesundheit und Soziales | 1996 | Bundesministerium für Umwelt, Jugend und Familie |
| 2000                   | Die meisten Angelegenheiten des Wirtschaftsministeriums werden mit dem Ressort Arbeit zusammengefasst, diverse operative Angelegenheiten, vor allem Straßenbau, gehen an das Verkehrsministerium, das Ressort Wasserwirtschaft an das Land- und Forstwirtschaftsministerium. Die Sozialagenden werden mit dem Familienministerium zusammengelegt. | Die meisten Angelegenheiten des Wirtschaftsministeriums werden mit dem Ressort Arbeit zusammengefasst, diverse operative Angelegenheiten, vor allem Straßenbau, gehen an das Verkehrsministerium, das Ressort Wasserwirtschaft an das Land- und Forstwirtschaftsministerium. Die Sozialagenden werden mit dem Familienministerium zusammengelegt. | Die meisten Angelegenheiten des Wirtschaftsministeriums werden mit dem Ressort Arbeit zusammengefasst, diverse operative Angelegenheiten, vor allem Straßenbau, gehen an das Verkehrsministerium, das Ressort Wasserwirtschaft an das Land- und Forstwirtschaftsministerium. Die Sozialagenden werden mit dem Familienministerium zusammengelegt. | Die meisten Angelegenheiten des Wirtschaftsministeriums werden mit dem Ressort Arbeit zusammengefasst, diverse operative Angelegenheiten, vor allem Straßenbau, gehen an das Verkehrsministerium, das Ressort Wasserwirtschaft an das Land- und Forstwirtschaftsministerium. Die Sozialagenden werden mit dem Familienministerium zusammengelegt. | Die meisten Angelegenheiten des Wirtschaftsministeriums werden mit dem Ressort Arbeit zusammengefasst, diverse operative Angelegenheiten, vor allem Straßenbau, gehen an das Verkehrsministerium, das Ressort Wasserwirtschaft an das Land- und Forstwirtschaftsministerium. Die Sozialagenden werden mit dem Familienministerium zusammengelegt. | Die meisten Angelegenheiten des Wirtschaftsministeriums werden mit dem Ressort Arbeit zusammengefasst, diverse operative Angelegenheiten, vor allem Straßenbau, gehen an das Verkehrsministerium, das Ressort Wasserwirtschaft an das Land- und Forstwirtschaftsministerium. Die Sozialagenden werden mit dem Familienministerium zusammengelegt. |
| 2000                   | Bundesministerium für Wirtschaft und Arbeit | Bundesministerium für Wirtschaft und Arbeit | Bundesministerium für Wirtschaft und Arbeit | Bundesministerium für Wirtschaft und Arbeit | Bundesministerium für soziale Sicherheit und Generationen | Bundesministerium für soziale Sicherheit und Generationen |
| 2000                   | Bundesministerium für Wirtschaft und Arbeit | Bundesministerium für Wirtschaft und Arbeit | Bundesministerium für Wirtschaft und Arbeit | Bundesministerium für Wirtschaft und Arbeit | 2003 | Bundesministerium für soziale Sicherheit, Generationen und Konsumentenschutz |
| 2000                   | Bundesministerium für Wirtschaft und Arbeit | Bundesministerium für Wirtschaft und Arbeit | Bundesministerium für Wirtschaft und Arbeit | Bundesministerium für Wirtschaft und Arbeit | 2007 | Bundesministerium für Gesundheit, Familie und Jugend |
| 2008                   | Die Agenden Arbeit werden wieder dem Sozialministerium zugeteilt, neu hinzu kommen die Agenden Familie und Jugend. | Die Agenden Arbeit werden wieder dem Sozialministerium zugeteilt, neu hinzu kommen die Agenden Familie und Jugend. | Die Agenden Arbeit werden wieder dem Sozialministerium zugeteilt, neu hinzu kommen die Agenden Familie und Jugend. | Die Agenden Arbeit werden wieder dem Sozialministerium zugeteilt, neu hinzu kommen die Agenden Familie und Jugend. | Die Agenden Arbeit werden wieder dem Sozialministerium zugeteilt, neu hinzu kommen die Agenden Familie und Jugend. | Die Agenden Arbeit werden wieder dem Sozialministerium zugeteilt, neu hinzu kommen die Agenden Familie und Jugend. |
| 2008                   | | Bundesministerium für Arbeit, Soziales und Konsumentenschutz | | | | |
| 2008                   | Bundesministerium für Wirtschaft, Familie und Jugend | | | | | |